# Discografia di Kim Tae-yeon
La discografia di Kim Tae-yeon consiste in 9 EP e 3 album in studio. 
Kim Tae-yeon è anche nota perché, oltre a svolgere attività da solista, è la leader e membro della band Girls Generation.

## Album

### Album in studio
| Anno | Titolo | Posizione massima | Posizione massima | Vendite                     |
| Anno | Titolo | KOR               | JPN               | Vendite                     |
| ---- | --- | ----------------- | ----------------- | --------------------------- |
| 2017 | My Voice - Pubblicato: 28 febbraio 2017 - Etichetta: SM Entertainment - Formati: CD, download digitale       | 1                 | 39                | - KOR: 230.000              |
| 2019 | Purpose - Pubblicato: 28 ottobre 2019 - Etichetta: SM Entertainment - Formati: CD, download digitale         | 2                 | 25                | - KOR: 222.033 - JPN: 3.007 |
| 2022 | INVU - Pubblicato: 14 febbraio 2022 - Etichetta: SM Entertainment - Formati: CD, download digitale, cassetta | 2                 | 18                | - KOR: 248,000 - JPN: 4,000 |

## Riedizioni
| Anno | Titolo                   | Dettagli | Posizione massima | Vendite        |
| Anno | Titolo                   | Dettagli | KOR               | Vendite        |
| ---- | ------------------------ | --- | ----------------- | -------------- |
| 2017 | My Voice: Deluxe Edition | - Data di pubblicazione: 5 aprile 2017 - Etichetta: SM Entertainment - Formati: CD, download digitale, streaming, SMC   | 1                 | - KOR: 106,000 |
| 2020 | Purpose (Repackage)      | - Data di pubblicazione: 29 gennaio 2018 - Etichetta: SM Entertainment - Formati: CD, download digitale, streaming, SMC | 2                 | - KOR: 60,000  |

## Extended play
| Anno                                                                                          | Titolo | Posizione massima | Posizione massima | Vendite                                 |
| Anno                                                                                          | Titolo | KOR               | JPN               | Vendite                                 |
| Coreani                                                                                       | Coreani | Coreani           | Coreani           | Coreani                                 |
| --------------------------------------------------------------------------------------------- | --- | ----------------- | ----------------- | --------------------------------------- |
| 2015                                                                                          | I - Pubblicato: 3 settembre 2013 - Etichetta: SM - Formati: CD, download digitale                                | 2                 | 21                | - KOR: 160.000 - JPN: 8.300 - US: 2.000 |
| 2016                                                                                          | Why - Pubblicato: 28 giugno 2016 - Etichetta: SM - Formati: CD, download digitale                                | 1                 | 30                | - KOR: 126,000                          |
| 2017                                                                                          | This Christmas: Winter is Coming - Pubblicato: 12 dicembre 2017 - Etichetta: SM - Formati: CD, download digitale | 2                 | —                 | - KOR: 69,000                           |
| 2018                                                                                          | Something New - Pubblicato: 18 giugno 2018 - Etichetta: SM - Formati: CD, download digitale                      | 3                 | 35                | - KOR: 78,000                           |
| 2020                                                                                          | What Do I Call You - Pubblicato: 15 dicembre 2020 - Etichetta: SM - Formati: CD, download digitale               | 4                 | —                 | - KOR: 124,442 - CHI: 56,535            |
| 2023                                                                                          | To. X - Pubblicato: 27 novembre 2023 - Etichetta: SM - Formati: CD, download digitale                            | 2                 | —                 | - KOR: 143,027                          |
| 2024                                                                                          | Letter to Myself - Pubblicato: 27 novembre 2023 - Etichetta: SM - Formati: CD, download digitale                 |                   |                   |                                         |
| Giapponesi                                                                                    | |                   |                   |                                         |
| 2019                                                                                          | Voice - Pubblicato: 5 giugno 2019 - Etichetta: SM - Formati: CD, download digitale                               | —                 | 6                 | - JPN: 18.700                           |
| 2020                                                                                          | GirlsSpkOut - Pubblicato: 18 novembre 2020 - Etichetta: SM - Formati: CD, download digitale                      | —                 | —                 | - JPN: 5,000                            |
| "—" indica che l'opera non si è classificata o che non è stata pubblicata in quel territorio. | |                   |                   |                                         |

## Singoli
- 2015 – I
- 2015 – U R
- 2016 – Rain
- 2016 – Starlight
- 2016 – Why
- 2016 – 11:11
- 2017 – I Got Love
- 2017 – Fine
- 2017 – Cover Up
- 2017 – Make Me Love You
- 2017 – This Christmas
- 2018 – I'm All Ears
- 2018 – Something New
- 2018 – Stay
- 2019 – I Do
- 2019 – Four Seasons
- 2019 – Spark
- 2020 – Dear Me
- 2020 – Happy
- 2020 – What Do I Call You
- 2021 – Weekend
- 2022 – Can't Control Myself
- 2022 – INVU
- 2023 – To. X
- 2024 – Heaven
- 2024 – Letter to Myself

## Colonne sonore
- 2007 – Touch the Sky (con Jessica, Seohyun, Sunny e Tiffany per Adeulchaj-a sammanli)
- 2008 – If (per Kwaedo Hong Gil-dong)
- 2008 – The Little Boat (con Jessica, Seohyun, Sunny e Tiffany per Kwaedo Hong Gil-dong)
- 2008 – Can You Hear Me (per Beethoven Virus)
- 2009 – It's Love (con Sunny per Maentange heding)
- 2009 – Motion (con Jessica, Seohyun, Sunny e Tiffany per Maentange heding)
- 2010 – I Love You (per Atena - Jeonjaengui yeosin)
- 2010 – Haechi Song (con Jessica, Sunny, Tiffany e Seohyun per Nae chingu Haechi)
- 2012 – Dear My Family (con gli SM Town per I AM.)
- 2012 – Missing You Like Crazy (per The King 2 Hearts)
- 2012 – Closer (per Areumda-un geudae-ege)
- 2013 – And One (per Geu gyeo-ul, baram-i bunda)
- 2013 – Bye (per Mr. Go)
- 2014 – Love, That One Word (per Neohuideul-eun powidwaessda)
- 2014 – Cheap Creeper (con Jessica, Sunny, Tiffany e Seohyun per Make Your Move)
- 2016 – All With You (per Moon Lovers: Scarlet Heart Ryeo)
- 2017 – Rescue Me (per Final Life)
- 2019 – All About You/A poem called You (per Hotel Del Luna)

## Collaborazioni
- 2004 – You Bring Me Joy (con The One)
- 2008 – Haptic Motion (con Jessica, Seohyun e Sunny)
- 2008 – 7989 (con Kangta)
- 2009 – S.E.O.U.L. (con Jessica, Seohyun, Sunny, Kyuhyun, Sungmin, Ryeowook, Donghae e Leeteuk)
- 2009 – I Can't Bear Anymore (Bear Song) (con Jessica, Seohyun e Sunny)
- 2010 – Like a Star (con The One)
- 2011 – Different (con Kim Bum-soo)
- 2013 – Lost In Love (con Tiffany)
- 2014 – Breath (con Jonghyun)
- 2015 – Shake That Brass (con Amber)
- 2016 – Don't Forget (con Crush)
- 2017 – Lonely (con Jonghyun)
- 2018 – 0 Page (con MeloMance)
- 2019 – Angel (con Chancellor)
- 2019 – A Train to Chuncheon (con Yoon Jong-Shin)

## Singoli Promozionali
- 2014 – Set Me Free
- 2014 – Colorful
- 2016 – The Blue Night of Jeju Island
- 2016 – Atlantic Princess

## Videografia
- 2015 - I
- 2016 - Rain
- 2016 - Starlight
- 2016 - Why
- 2016 - Why (Dance ver.)
- 2016 - 11:11
- 2017 - I Got Love
- 2017 - Fine
- 2017 - Cover Up
- 2017 - Make Me Love You
- 2017 - This Christmas
- 2018 - I'm All Ears
- 2018 - Something New
- 2018 - Stay
- 2019 - Four Season
- 2019 - Voice
- 2019 - Spark
- 2020 - Dear Me
- 2020 - GirlsSpkOut
- 2020 - What Do I Call You
- 2021 - Weekend
- 2022 – Can't Control Myself
- 2022 – INVU
- 2023 – To. X